# Parafraza
Parafraza (gr. παραφρασις = opisujem, prevodim u drugi izraz) jest figura za opisno iskazivanje - prepričavanje svojim riječima nekog književnog djela na način da se u novome jezičnom obliku zadrži osnovna misao originala. Parafraza podrazumijeva skraćivanje i proširenje teksta te tumačenje i objašnjenje težih mjesta, čime se postiže bolje razumijevanje.